# Styloleptus nigronotatus
Styloleptus nigronotatus är en skalbaggsart som först beskrevs av Fernando de Zayas 1975.  Styloleptus nigronotatus ingår i släktet Styloleptus och familjen långhorningar.
Artens utbredningsområde är Kuba. Inga underarter finns listade i Catalogue of Life.